# Očelice
Očelice település Csehországban, Rychnov nad Kněžnou-i járásban. Očelice Vysoký Újezd, Ledce, Bolehošť, České Meziříčí, Přepychy és Mokré településekkel határos. Lakosainak száma 235 fő (2024. január 1.).

## Népesség
A település lakosságának változását az alábbi diagram mutatja:
| Lakosok száma | 422  | 508  | 469  | 327  | 261  | 236  | 237  | 235  | 230  | 235  |
|               | 1869 | 1890 | 1921 | 1950 | 1980 | 2001 | 2017 | 2019 | 2022 | 2024 |